# Sallie Pero Mead
Sallie P. Mead (* 1. Oktober 1893 in Manhattan, USA; † April 1981 New Jersey, USA) war eine US-amerikanische Mathematikerin und Elektroingenieurin. Sie veröffentlichte 1925 als erste Frau einen technischen Bericht im Bell System Technical Journal (BSTJ) und besaß 1929 als erste Frau bei AT&T ein Patent.

## Leben und Werk

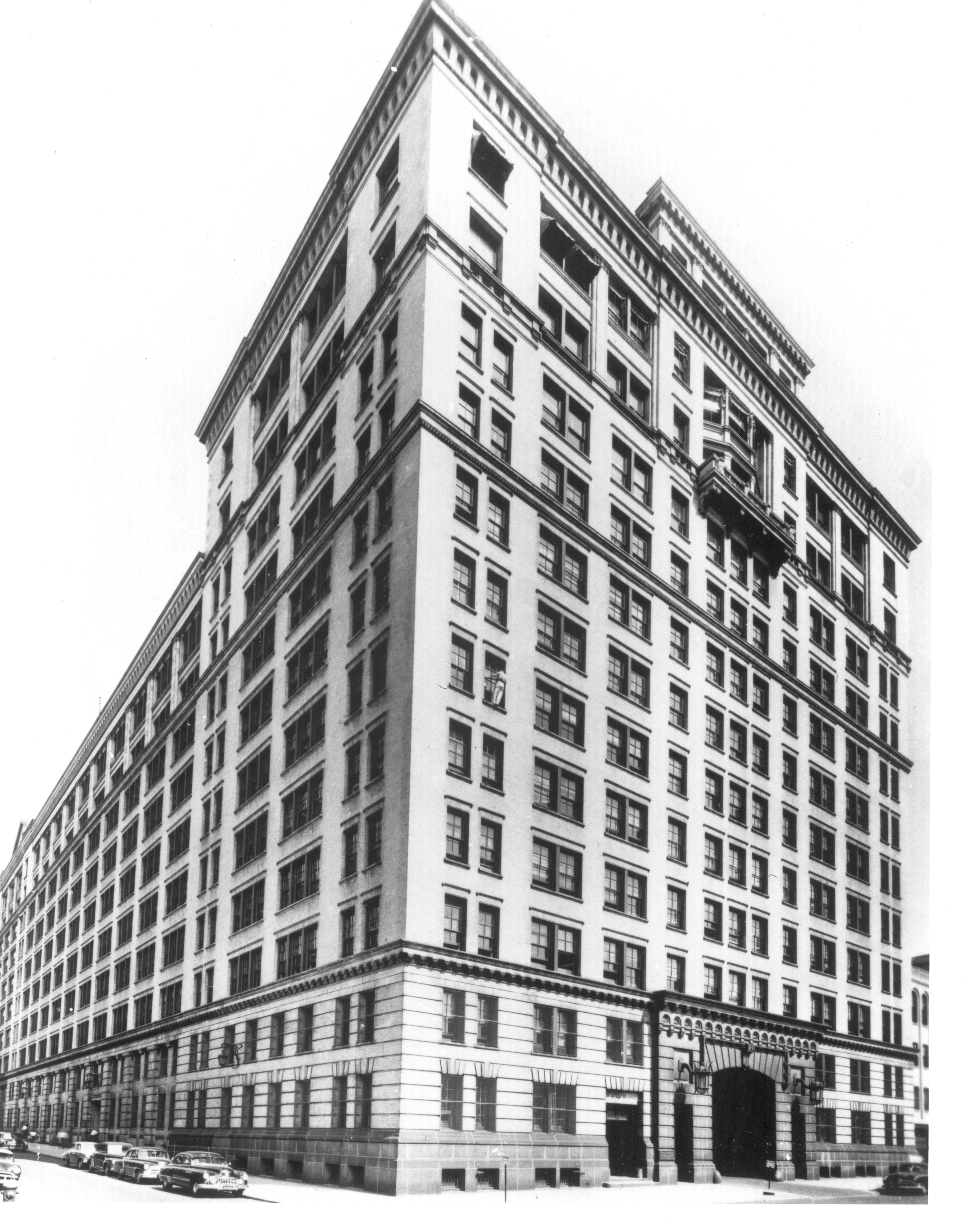
Der ursprüngliche Standort 463 West Street NY für Bell Laboratories, der ursprünglich 1896 von Western Electric gekauft und ab 1925 der Sitz von Bell Laboratories war

Mead wurde als Sallie Eugena Pero als drittes Kind von Robert R. Pero und Lillian M. Foggin geboren. Ihr Bruder Bertram wurde Ingenieur bei General Electric und ihr Bruder Eugene starb vor ihrer Geburt. Einen Monat vor ihrem 16. Geburtstag begann sie 1909 ihr Studium der Mathematik am Barnard College. Mit ihrem Abschluss im Jahr 1913 erlangte sie Auszeichnungen in Mathematik und erhielt den Barnard’s Kohn Mathematics Prize. Anschließend bewarb sie sich für den Masterstudiengang Mathematik an der Columbia University. Als Voraussetzung für das einjährige Programm verfasste sie einen Aufsatz mit dem Titel Linear Transformations and the Theory of the Tetrahedron. In dieser Arbeit knüpfte sie an die Arbeiten von Felix Klein an. Sie entwickelte die Theorie der linearen Transformationen und der Rotationsgruppe des Tetraeders und demonstrierte, wie diese Elemente die Lösung allgemeiner quartischer Gleichungen ermöglichen.
Mit ihrem Master-Abschluss 1914 erhielt sie die Lizenz, Mathematik als Vertretungslehrerin an New Yorker Schulen zu unterrichten. Sie unterrichtete dann an der Evander Childs High School in der Bronx.

## Mathematikerin im Bereich der Telefonübertragung bei AT&T und Bell Telephone Laboratories
Von Juni 1915 bis 1919 arbeitete sie im Engineering Department bei der American Telephone and Telegraph Company im Western Union-Gebäude von AT&T am Broadway. Der Nachrichtentechniker George Ashley Campbel stellte sie als menschlichen Computer ein. Ihre erste Aufgabe bestand darin, transiente Schwingungen in elektrischen Netzwerken zu untersuchen, um den Ingenieuren von Western Electric bei der Lösung komplexer Übertragungsprobleme zu helfen.
Von 1919 bis 1934 war sie im Department of Development and Research in der Getriebetechnik-Abteilung von AT&T bei John Renshaw Carson als Ingenieurin beschäftigt und arbeitete anschließend bei den Bell Laboratories. 1923 wurde Mead zum Mitglied der American Mathematical Society gewählt und im folgenden Jahr war sie eine von nur vier Frauen auf der Mitgliederliste, die in der Industrie beschäftigt waren. 1924 meldete sie ein Patent für die Erfindung eines distortion compensator (Verzerrungskompensators) an. Mit der Erteilung des Patents (1.709.037 US-Dollar) im Jahr 1929 war sie die erste Frau bei AT&T, die ein Patent besaß, und erwarb später weitere 5 Patente. Mit ihrer Erfindung wollte sie in langen Unterseekabeln Phasenabweichungen beheben, die durch Frequenzunterschiede in Komponenten der Telefonkommunikation verursacht wurden. In einem Artikel aus dem Jahr 1999 des Bell Labs-Ingenieurs Sidney Darlington wird ihre Erfindung als erster Spezial-Equalizer bezeichnet.
Mit der Entwicklung des Fernsehens in den späten 1920er Jahren waren mehrere Ingenieure bei AT&T D&R an der Entwicklung von Kabeln beteiligt, um die höheren Frequenzen und größeren Bandbreiten dieser neuen Technologie zu unterstützen. 1929 erhielten Lloyd Espenschied und Herman Affel ein US-Patent für ein konzentrisches Leitungssystem. Sie wurden 2006 für die Erfindung des Koaxialkabels in die National Inventor Hall of Fame aufgenommen. Ebenfalls am 23. Mai 1929 wurden zwei weitere AT&T-Patente mit ähnlichen Titeln angemeldet, die beide ebenfalls erteilt wurden. Eines davon war ein „konzentrisches Leiterübertragungssystem“ von Carson und Mead.
1931 begann George C. Southworth mit der Untersuchung von Wellenleitern für die Verbesserung der Kommunikationstechnologie. Carson veröffentlichte zunächst einen technischen Bericht, in dem er behauptete, die Wellenleiter von Southworth seien nicht realisierbar und daher eine Verschwendung von Unternehmensressource. Carson überprüfte jedoch seine Berechnungen und zog diese Behauptungen in einem Folgebericht zurück. Anschließend beauftragte er Mead Southworths Projekt zu unterstützen. Mead entdeckte mit Sergei Alexander Schelkunoff und John Renshaw Carson die von Southworth propagierte transversalelektromagnetische Welle und sie veröffentlichten dies 1936 im Bell System Technical Journal. Southworths Projekt erhielt die Unterstützung des Unternehmens, und zu Beginn des Zweiten Weltkriegs schloss die Regierung einen Vertrag mit AT&T über Wellenleiter zur Unterstützung von Radar und anderen militärischen Anforderungen ab.
Während des Zweiten Weltkriegs wurde Mead mit der Entwicklung von Feuerleitsystemen beauftragt, die ankommende Raketen und andere Bedrohungen automatisch verfolgten. Anfang 1942 interviewten die Newark Evening News mehrere berufstätige Frauen bei AT&T, darunter auch Mead. Der daraus resultierende Artikel trug den Titel „Frauen in der Forschung schultern unsichtbare Waffen für unsere Verteidigung“.
Nach dem Ende des Zweiten Weltkriegs wurde Mead der Verkehrsabteilung zugeteilt, um probabilistische Studien zum Kommunikationsverkehr durchzuführen. 1958 ging sie im Alter von 65 Jahren in den Ruhestand.
Mead heiratete 1924 den New Yorker Aufzugsinspektor Charles Edwin und 1937 den Architekturzeichner und Vermesser Chester E. Grant.
Sie starb im April 1981 in New Jersey.

## Auszeichnungen
- 1923: Mitglied der American Mathematical Society

## Veröffentlichungen (Auswahl)
- Phase distortion and phase distortion correction. Bell System Technical Journal, 1928. DOI:10.1002/J.1538-7305.1928.TB01223.X.
- Wave propagation over parallel tubular conductors: The alternating current resistance. Bell System Technical Journal, 1925. DOI:10.1002/J.1538-7305.1925.TB00951.X.
- mit J. R. Carson, S. Schelkunoff: Hyper-frequency wave guides – Mathematical theory. Bell System Technical Journal, 1936. DOI:10.1002/J.1538-7305.1936.TB00734.X.